# 莫朗库尔 (上马恩省)
莫朗库尔（法語：Morancourt，法語發音：[mɔʁɑ̃kuʁ]）是法国上马恩省的一个市镇，属于圣迪济耶区。

## 地理
莫朗库尔（48°25'55"N, 5°0'9"E）面积13.92 平方千米，位于法国大東部大區上马恩省，该省份为法国东北部内陆省份，北起马恩省和默兹省，西接奥布省，西南接科多尔省，东南接上索恩省，东临孚日省。
与莫朗库尔接壤的市镇（或旧市镇、城区）包括：博德勒库尔、大沙尔姆、栋布兰、多马坦勒弗朗、甘德勒库尔-欧索尔姆、马通、拉什库尔-叙泽蒙、布莱苏瓦城。

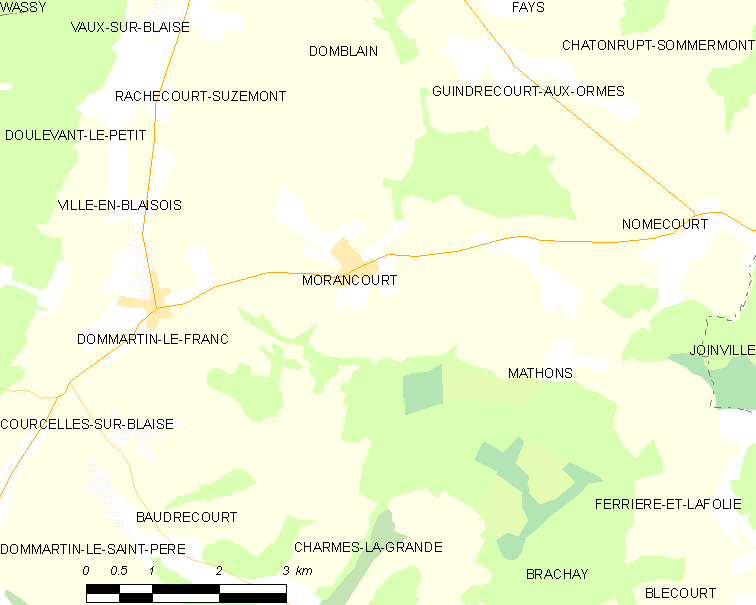
的OSM定位图

莫朗库尔的时区为UTC+01:00、UTC+02:00（夏令时）。

## 行政
莫朗库尔的邮政编码为52110，INSEE市镇编码为52341。

## 政治
莫朗库尔所属的省级选区为瓦西县。

## 人口

1962-2008年间人口变化图示

莫朗库尔于2022年1月1日时的人口数量为132人。